# براحة الجفيري
براحة الجفيري هي منطقة سميت على اسم قبيلة الجفيري، وهي عائلة بارزة في قطر. تقع المدينة ضمن بلدية الدوحة.
يقع المركز الرئيسي لنادي الأهلي في المنطقة حيث يعد أقدم نادي رياضي موجود في قطر تأسس عام 1950. سميت المنطقة على اسم أحد أفراد عائلة الجفيري ، حيث كانت القبيلة الأكثر انتشارًا في المنطقة وقت تسميتها.